# Семейство шпинелей
Семейство шпине́лей (шпинелидов) — семейство минералов с общей формулой AD2X4, где
A — Mg, Zn, Mn, Si, Ge, Fe, Co, Cu, Sb, Ti, Ni;
D — Fe, Al, Mn, V, Cr, Co, In, Ir, Rh, Pt, Ni;
X — O2-, S2-, Se2-.
Минералы семейства шпинелей используются в качестве геотермометров или геобарометров. Некоторые из них являются рудными минералами (например, магнетит, виоларит), а некоторые используются в качестве драгоценных камней (например, шпинель красного цвета).
Минералы семейства шпинелидов с таким типовым составом согласно данным рентгенометрии, должны рассматриваться как сложные окислы, а не как соли кислородных кислот, то есть не как алюминаты, ферриты и др.
Вследствие очень широко проявленного изоморфизма (особенно среди двухвалентных катионов) наряду с крайними членами известны промежуточные, значительно более часто встречающиеся. Многие из шпинелей промежуточного состава описывались под особыми названиями, некоторые названия трактовались по-разному; очень дробные классификации некоторых авторов, введение ими новых названий, а также изменение содержания принятых понятий привели к неопределённости в обозначениях, особенно для шпинелей промежуточного состава.

## Номенклатура
Семейство разделено на три группы на основе доминирующего аниона X:
O2-: Группа оксишпинелей.
S2-: Группа тиошпинелей.
Se2-: Группа селениошпинелей.
Каждая группа делится на подгруппы в соответствии с доминирующей валентностью, а затем доминирующей составляющей (или гетеровалентной парой составляющих), представленной буквой D в формуле AD2X4.
|                       | Группа оксишпинелей                 | Группа оксишпинелей               | Группа тиошпинелей                 | Группа тиошпинелей                  | Группа селениошпинелей      |
| Доминирующий катион A | Подгруппа шпинели                   | Подгруппа ульвёшпинели            | Подгруппа карролита                | Подгруппа линнеита                  | Группа селениошпинелей      |
| --------------------- | ----------------------------------- | --------------------------------- | ---------------------------------- | ----------------------------------- | --------------------------- |
| Fe                    | Магнетит Fe2+Fe3+2O4                | Филипстадит (Fe3+0.5Sb5+0.5)Mn2O4 | —                                  | Добрелит Fe2+Cr3+2S4                | —                           |
| Fe                    | Хромит Fe2+Cr3+2O4                  | —                                 | —                                  | Феррородсит (Fe,Cu)(Rh,Ir,Pt)2S4    | —                           |
| Fe                    | Кульсонит Fe2+V3+2O4                | —                                 | —                                  | Грейгит Fe2+Fe3+2S4                 | —                           |
| Fe                    | Герцинит Fe2+Al2O4                  | —                                 | —                                  | Индит FeIn2S4                       | —                           |
| Fe                    | Маггемит (Fe3+0.67◻0.33)Fe3+2O4     | —                                 | —                                  | Виоларит Fe2+Ni3+2S4                | —                           |
| Zn                    | Франклинит Zn2+Fe3+2O4              | —                                 | —                                  | Калининит ZnCr2S4                   | —                           |
| Zn                    | Ганит ZnAl2O4                       | —                                 | —                                  | —                                   | —                           |
| Zn                    | Гетеролит ZnMn2O4                   | —                                 | —                                  | —                                   | —                           |
| Zn                    | Цинкохромит ZnCr2O4                 | —                                 | —                                  | —                                   | —                           |
| Mn                    | Галаксит Mn2+Al2O4                  | Тегенгренит (Mn3+0.5Sb5+0.5)Mg2O4 | —                                  | —                                   | —                           |
| Mn                    | Гаусманит Mn2+Mn3+2O4               | —                                 | —                                  | —                                   | —                           |
| Mn                    | Якобсит Mn2+Fe3+2O4                 | —                                 | —                                  | —                                   | —                           |
| Mn                    | Манганохромит Mn2+Cr2O4             | —                                 | —                                  | —                                   | —                           |
| Mn                    | Вуорелайненит Mn2+V3+2O4            | —                                 | —                                  | —                                   | —                           |
| Mg                    | Магнезитохромит MgCr2O4             | Кандилит (Mg,Fe3+)2(Ti,Fe3+,Al)O4 | —                                  | —                                   | —                           |
| Mg                    | Магнезиокульсонит MgV2O4            | Рингвудит (Mg,Fe2+)2SiO4          | —                                  | —                                   | —                           |
| Mg                    | Магнезиоферрит MgFe3+2O4            | —                                 | —                                  | —                                   | —                           |
| Mg                    | Шпинель MgAl2O4                     | —                                 | —                                  | —                                   | —                           |
| Cu                    | Купрошпинель Cu2+Fe3+2O4            | —                                 | Флетчерит CuNi2S4                  | Купрородсит (Cu1+0.5Fe3+0.5)Rh3+2S4 | Тирреллит Cu(Co3+,Ni3+)2Se4 |
| Cu                    | —                                   | —                                 | Маланит Cu1+(Ir3+Pt4+)S4           | —                                   | —                           |
| Cu                    | —                                   | —                                 | Флоренсовит (Cu,Zn)Cr1.5Sb0.5S4    | —                                   | —                           |
| Cu                    | —                                   | —                                 | Родостаннит Cu1+(Fe2+0.5Sn4+1.5)S4 | —                                   | —                           |
| Co                    | Кохромит CoCr2O4                    | —                                 | —                                  | Линнеит Co2+Co3+2S4                 | Борнхардтит Co2+Co3+2Se4    |
| Co                    |                                     | —                                 | —                                  | Зигенит CoNi2S4                     | —                           |
| Ni                    | Нихромит (Ni,Co,Fe)(Cr,Fe,Al)2O4    | —                                 | —                                  | Полидимит Ni2+Ni3+2S4               | Трюстедтит Ni3Se4           |
| Ni                    | Треворит Ni2+Fe3+2O4                | —                                 | —                                  | —                                   | —                           |
| Ti                    | Титаномаггемит (Ti4+0.5◻0.5)Fe3+2O4 | Ульвёшпинель TiFe2O4              | —                                  | —                                   | —                           |
| Ge                    | —                                   | Бруногайерит Ge4+Fe2+2O4          | —                                  | —                                   | —                           |
| Cd                    | —                                   | —                                 | —                                  | Кадмоиндит CdIn2S4                  | —                           |
| Pb                    | —                                   | —                                 | —                                  | Ксингцхонгит Pb2+Ir3+2S4            | —                           |

## Кристаллическая структура
Сингония семейства шпинелей как правило кубическая, пространственная группа — Fd3m. Число формульных единиц (Z) — 8. Кислородные ионы плотно упакованы в четырёх плоскостях, параллельных граням октаэдра (кубическая плотнейшая упаковка). В структурном типе нормальной шпинели (n-шпинель) двухвалентные катионы, (Mg2+, Fe2+ и др.) окружены четырьмя ионами кислорода в тетраэдрическом расположении, в то время как трехвалентные катионы (Al3+, Fe3+, Cr3+ и др.) находятся в окружении шести ионов кислорода по вершинам октаэдра. При этом каждый ион кислорода связан с одним двухвалентным и тремя трехвалентными катионами. Структура характеризуется сочетанием изометрических «структурных единиц» — тетраэдров и октаэдров, причем каждая вершина является общей для одного тетраэдра и трех октаэдров. Эти особенности структуры хорошо объясняют такие свойства этих минералов, как оптическая изотропия, отсутствие спайности, химическая и термическая стойкость соединений, довольно высокая твердость и прочие.
Шпинели, содержащие четырёх- и двухвалентные элементы, всегда обращённые. Трёх- и четырёхвалентные катионы преимущественно занимают октаэдрические позиции; исключением являются Fe3+, In3+, Ga3+, которые предпочтительно располагаются в тетраэдрических позициях. Нормальная структура свойственна собственно шпинели, ганиту, герциниту, галакситу, хромшпинелям, CaAl2O4, NiAl2O4, ZnFe2O4, CdFe2O4. Несколько искаженную структуру этого типа имеют гаусманит, гетеролит и ромбомагноякобсит, дефектную шпинелеподобную структуру — {\displaystyle \gamma }- Al2O3. Структуру шпинели имеют также некоторые сульфиды состава R2+R23+S4, где R2+ — Co, Ni, Fe, Cu. а R3+ — Co, Ni, Cr (линнеит, зигенит, полидимит). Обращенная и близкая к ней структура характерна для магнетита, магнезиоферрита, ульвёшпинели,Mg2TiO4, MgGa2O4, Zn2SnO4, Zn2TiO4, MgIn2O4. 

## Физические свойства
Удельный вес и показатели преломления шпинелей меняются в зависимости от состава. Физические свойства, особенно магнитные и электрические, зависят от положения катионов в структуре. Все шпинели нормального типа имеют низкую, а шпинели обращенного типа, например, магнетит, высокую электропроводность.
В природных шпинелях в пределах каждого изоморфного ряда наблюдается более или менее полная совместимость, тогда как между членами различных рядов совместимость ограничена. Существуют непрерывные ряды от MgAl2O4 — FeAl2O4, MgAl2O4 — MgCr2O4 и MgAl2O4 до FeCr2O4. Присутствие ильменита и герцинита в магнетите, гаусманита в якобсите в виде продуктов распада твердого раствора говорит об ограниченной смесимости шпинелей соответствующего состава. Изоморфные замещения заметно отражаются на размерах элементарной ячейки. Формула, предложенная Михеевым, отражает зависимость a0 от размеров двух- и трёхвалентных катионов: {\displaystyle a_{0}=0,577+0,095}{\displaystyle {\ce {r^2+}}}{\displaystyle +2,79}{\displaystyle {\ce {r^3+;}}} для промежуточных членов изоморфных рядов принимается среднее значение радиуса замещающих друг друга катионов.
Влияние содержания различных катионов на размер {\displaystyle a_{0}} отраженно в регрессионной зависимости: {\displaystyle {\ce {a0 = 8,075 - 0,163 x1 + 0,304 x2 + 0,276 x3 + 0,479 x4 \pm 0,015,}}} где x1 атомное количество Al, x2 — Fe2+ и Zn, x3 — Mg; x4 — Mn2+.